# Silene crassifolia
Silene crassifolia är en nejlikväxtart. Silene crassifolia ingår i släktet glimmar, och familjen nejlikväxter.

## Underarter
Arten delas in i följande underarter:
- S. c. crassifolia
- S. c. primuliflora